# François Durand (canoë-kayak)
Pour les articles homonymes, voir François Durand.
François Durand est un céiste français de descente.

## Biographie
Aux Championnats du monde de Garmisch en 1985, François Durand est médaillé d'or en C2 avec Jean-Luc Ponchon ainsi qu'en C2 par équipe.
Il dispute ensuite les Championnats du monde de Bourg-Saint-Maurice en 1987 où il est médaillé d'or en C2 avec Jean-Luc Ponchon, et médaillé d'argent en C2 par équipe.
Il est ensuite un cadre technique de la Fédération française de canoë-kayak (FFCK) ; il est notamment en 1996 entraîneur de l'équipe de France féminine de vitesse en kayak et chargé de la recherche et du développement au sein de la FFCK.